# Ocupação de Constantinopla
A ocupação de Constantinopla (Istambul para os turcos) é o nome que se dá ao processo que ocorreu entre 12 de novembro de 1918 e 4 de outubro de 1923 na capital do Império Otomano, logo depois da assinatura do acordo de paz intitulado Armistício de Mudros, com a Tríplice Entente, que pôs fim às hostilidades na região durante a Primeira Guerra Mundial,
As primeiras tropas francesas entraram na cidade no dia 12 de novembro, seguidas por tropas britânicas no dia seguinte. A ocupação teve duas fases: a ocupação de facto, que vai de 13 de novembro de 1918 a 20 de março de 1920, e a ocupação de jure, que vai de 20 de março de 1920 até os dias que antecederam o Tratado de Lausanne. As últimas tropas aliadas partiram da cidade no dia 4 de outubro de 1923, e as primeiras tropas turcas entraram na cidade em 6 de outubro do mesmo ano. A ocupação, juntamente com a ocupação de Esmirna, mobilizou o estabelecimento do Movimento Nacional Turco e a guerra de independência turca.